# Beno Gutenberg

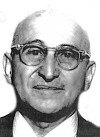
Beno Gutenberg

Beno Gutenberg (Darmstadt, 4 juni 1889 – Pasadena (Californië), 25 januari 1960) was een Duits seismoloog die met zijn onderzoek een belangrijke bijdrage heeft gedaan in het begrip van de opbouw van de Aarde.

## Biografie
Gutenberg studeerde in Darmstadt en Göttingen meteorologie. Hij volgde in Göttingen colleges van de geofysicus Emil Wiechert, die hem in de seismologie wist te interesseren. Gutenberg promoveerde in 1911 bij Wiechert, waarna hij diens assistent werd. In 1913 bepaalde Gutenberg aan de hand van seismologische metingen de straal van de aardkern, deze berekening zat dicht bij de tegenwoordig aangehouden waarde. 
Gutenberg werd daarna medewerker van de Internationale Geofysische Associatie in Straatsburg, in de Eerste Wereldoorlog diende hij als meteoroloog in het Duitse leger. Na de oorlog keerde hij terug naar Straatsburg, maar ging daarna in Frankfurt werken, in 1926 werd hij daar buitengewoon hoogleraar. 
In 1929 bracht hij een bezoek aan het California Institute of Technology in Pasadena, waar hij een jaar later hoogleraar geofysica werd. Vanaf 1947 was hij ook directeur van het seismologisch laboratorium, dat internationaal een leidende rol in het onderzoek naar aardbevingen en de opbouw van de diepere Aarde had.
Samen met Charles Richter bestudeerde hij het verband tussen de energie die vrijkomt bij een aardbeving. Aan de hand daarvan stelden de twee een schaal van magnituden op, die tegenwoordig bekendstaat als de schaal van Richter. Verder ontdekte Gutenberg de zone van lage seismische snelheden in de bovenmantel, die tegenwoordig de asthenosfeer genoemd wordt.
In 1958 ging Gutenberg met emeritaat, hoewel hij bij het onderzoek betrokken bleef. Hij stierf twee jaar later echter aan een zware longontsteking.

## Erkenning
Gutenberg ontving voor zijn levenswerk verschillende onderscheidingen: onder andere de William Bowie Medal van de American Geophysical Union in 1933; de Lagrangeprijs van de Koninklijke Belgische Akademie in 1950 en de Emil-Wiechert-Medaille van het Deutsche Geophysicalische Gesellschaft.
Naar hem vernoemd zijn:
- De Beno Gutenberg Medal van de European Geosciences Union;
- de Wiechert-Gutenbergdiscontinuïteit, de discontinuïteit op de overgang tussen aardmantel en –kern;
- de Gutenbergdiscontinuïteit, de grens tussen de lithosfeer en de asthenosfeer.